# بحران هویت
بحران هویت وضعیتی توأم با تردید نسبت به خود و پرس‌وجوی فعالانه دربارهٔ تعریف خود است که نوعاً در نوجوانی پیدا می‌شود. این اصطلاح توسط روانشناس آلمانی اریک اریکسون ابداع شده‌است. اریکسون معتقد است که عمده‌ترین تکلیف یک نوجوان حل بحران هویت در برابر سردرگمی نقش است و برای رسیدن به هویتی کم و بیش باثبات نوجوان باید نیازها و آرزوها و توانایی‌های خود را به شکل تازه ای سازماندهی کند تا از طریق آن بتواند خود را با انتظارات موجود در جامعه وفق دهد.